# Pierre Durand (résistant)
Pour les articles homonymes, voir Pierre Durand et Durand.
Pierre Durand, né le 30 août 1923 à Mulhouse et mort le 6 mai 2002 à Paris, est un historien et journaliste français.
Résistant survivant de la déportation, il a été président du Comité international Buchenwald-Dora et Kommandos.

## Biographie

### Origines, études et famille
Pierre Durand est issu d’une famille mulhousienne appartenant à la petite-bourgeoisie. Son père, directeur de la société de transports routiers Danzas, meurt en 1936.
Il suit des études secondaires à Mulhouse jusqu'en 1940, date à laquelle l'Alsace est annexée à l'Allemagne. Sa mère, refusant de devenir Allemande, part vivre avec ses deux enfants à Lure. Après l'obtention de son baccalauréat, Pierre Durand s'inscrit comme boursier en classe préparatoire au lycée Henri-IV à Paris pour l'entrée à l'École normale supérieure (ENS).
En 1945, il épouse Jacqueline Berger, secrétaire dactylo. Le couple a un enfant, Dominique (né 1948). 

### Résistance et déportation
Pierre Durand s'engage dans un mouvement de résistance avec ses camarades d'Henri-IV en 1941, puis il adhère au Parti communiste l'année suivante. Entré dans la clandestinité et de retour à Lure, il forme avec des voisins un petit groupe de Francs-tireurs et partisans (FTPF). Il fait la connaissance de Pierre Georges, futur colonel Fabien, dont il devient le garde du corps, puis l'adjoint comme commissaire aux effectifs de l'interrégion 21, pour l'Est (Meurthe-et-Moselle, Haute-Marne, Vosges, Haute-Saône, Territoire de Belfort, Doubs et Jura). Il remplace Fabien au poste de commandant de l'interrégion, après la mutation de ce dernier.
Il est arrêté à Besançon le 10 janvier 1944, emprisonné, sévèrement torturé et menacé de mort. Transféré fin avril 1944 au camp allemand de Compiègne, il est déporté au camp de concentration de Buchenwald par le convoi I.211 du 11 mai 1944, avant d'avoir pu organiser une évasion collective des prisonniers politiques. À Buchenwald, il est rapidement en contact avec la résistance qui s'est organisée et sert d'interprète à Marcel Paul pour les liaisons avec les dirigeants allemands de la Résistance. Il participe à la libération du camp le 11 avril 1945. Le 19 avril, il prononce, en français, le « Serment de Buchenwald » devant les 21 000 déportés survivants.
En 1982, il succède à Marcel Paul à la présidence du Comité international Buchenwald-Dora et Kommandos.

### Journaliste et historien
Après la Libération, Pierre Durand est secrétaire de la fédération du Parti communiste du Haut-Rhin. Il s'installe ensuite à Paris où lui est proposé un poste de journaliste à L'Humanité.
Parallèlement, il fait œuvre d’historien. Il soutient à l'université Robert Schuman de Strasbourg en 1974 une thèse de 3e cycle intitulée « L'Humanité dans la période de transition entre la IVe et la Ve République ».
On lui doit notamment La Résistance des Français à Buchenwald et à Dora (1991) et le roman historique Le Train des fous (1988) sur le sort des internés psychiatriques durant l'Occupation et le régime de Vichy. Il a publié une autobiographie en 1999 sous le titre "Ite, Missa est" aux Éditions Le Temps des Cerises.

### Témoignages aux procès Barbie et Papon
En 1987, Pierre Durand témoigne au procès Barbie « pour tenir le Serment fait la-bas par les rescapés de ne jamais cesser le combat pour que soient anéantis le fascisme et le nazisme, et de consacrer notre vie à lutter pour un monde de bonheur et de paix ».
En 1998, il témoigne au procès Papon, déclarant notamment qu'il y avait pour les hauts fonctionnaires d'autres choix que celui fait par l'accusé, en attestait, par exemple, la présence à Buchenwald de membres du corps préfectoral,.

## Publications
- Pierre Durand. Vingt ans, chronique 1945-1965, Éditions sociales, 1965
- Tout commence à Pétrograd ou les Cent jours d'Alexandre Alexandrovitch Téléguine, en collaboration avec Jean-François Kahn, éditions Fayard, 1967
- Citations de Lénine. Victoire pour les exploités, citations recueillies et présentées par Pierre Durand, Éditions Tchou, 1969
- La Vie amoureuse de Karl Marx, Éditions Julliard, 1970
- Louise Michel ou la révolution romantique, Éditeurs français réunis, 1971
- Le Livre du pain, en collaboration avec Marcel Sarrau, Éditions du Rocher, 1973
- Vivre debout - la Résistance, préface de Max-Pol Fouchet, Éditions la farandole, 1974 (rééd. 1982)
- Les Armes de l'espoir - Les Français à Buchenwald et à Dora, Les Éditions sociales, 1977
- Les Sans-Culottes du bout du monde (1917-1921), contre-révolution et intervention étrangère en Russie, Éditions du Progrès, 1977
- Vincent Moulia - Les pelotons du général Pétain, préface d'Armand Lanoux, Éditions Ramsay, 1978
- Aujourd'hui les femmes, ouvrage collectif, Éditions sociales, 1981[8]
- La Chienne de Buchenwald, Éditions Messidor, 1982
- Marcel Paul - Vie d'un « Pitau », Éditions Messidor, 1983
- Qui a tué Fabien ?, Éditions Messidor, 1985
- Cette mystérieuse Section coloniale. Le PCF et les colonies (1920-1962), Messidor, 1986
- Danielle Casanova. L'indomptable, Éditions Messidor, 1990
- Joseph et les hommes de Londres, préface de Gilles Perrault), Le Temps des cerises,  1994
- Ite, missa est : récits autobiographiques, Le Temps des cerises,  1999
- Maurice Thorez (1900-1964) : le fondateur : essai biographique, Le Temps des cerises, 2000

### Traductions
- Contes de Grimm, Éditions Gründ, 1997
- Le Mystérieux Oncle Jacques, Éditions Gründ)

## Honneurs et distinctions
Pierre Durand s'est vu décerner plusieurs distinctions honorifiques :
- Commandeur de la Légion d'honneur
- Croix de guerre 1939–1945 avec palmes
- Croix du combattant volontaire de la Résistance
- Médaille de la déportation et de l'internement pour faits de Résistance
- Chevalier de l'ordre des Arts et des Lettres

Une rue porte son nom à Asnières-sur-Seine.